# Ultraviolet (film fra 2006)
Ultraviolet er en amerikansk film fra 2006 instrueret af Kurt Wimmer.

## Medvirkende
- Milla Jovovich som Violet Song jat Shariff
- Cameron Bright som Six
- Nick Chinlund som Daxus
- Sebastien Andrieu som Nerva
- Ida Martin som Unge Violet
- William Fichtner som Garth
- David Collier som BF-1
- Digger Mesch som Kriminalbetjent Endera
- Ryan Martin som Kriminalbetjent Breeder
- Steven Calcote som Unge Daxus